# Campeonato Europeo de Gimnasia Rítmica de 2024
El XL Campeonato Europeo de Gimnasia Rítmica se celebró en Budapest (Hungría) entre el 22 y el 26 de mayo de 2024 bajo la organización de la Unión Europea de Gimnasia (UEG) y la Federación Húngara de Gimnasia.
Las competiciones se realizaron en la Arena Deportiva de Budapest László Papp de la capital húngara. 

## Resultados
| Evento                                       | Oro | Plata | Bronce |
| -------------------------------------------- | --- | --- | --- |
| Concurso completo ind. (25.05)               | Stiliana Nikolova Bulgaria 143,750 pts. | Sofia Raffaeli · Italia · 139,750 pts. | Darja Varfolomeev · Alemania · 138,450 pts.                                                                                           |
| Pelota (26.05)                               | Sofia Raffaeli · Italia · 35,350 | Fanni Pigniczki · Hungría · 34,850 | Daniela Munits Israel 34,250 |
| Mazas (26.05)                                | Daniela Munits Israel 33,400 | Liliana Lewińska · Polonia · 32,950 | Boriana Kalein Bulgaria 32,900 |
| Cinta (26.05)                                | Darja Varfolomeev · Alemania · 34,400 | Sofia Raffaeli · Italia · 33,950 | Elvira Krasnobaeva Bulgaria 33,700 |
| Aro (26.05)                                  | Boriana Kalein Bulgaria 35,250 | Stiliana Nikolova Bulgaria 34,950 | Taisiya Onofrichuk · Ucrania · 34,900                                                                                                 |
| Conjuntos 5 con aro (26.05)                  | Italia · Martina Centofanti · Agnese Duranti · Alessia Maurelli · Daniela Mogurean · Laura Paris · 39,350                                                                      | España · Ana Arnau · Inés Bergua · Mireia Martínez · Patricia Pérez · Salma Solaun · 38,750 | Israel Shani Bakanov Adar Friedmann Romi Paritzki Ofir Shaham Diana Svertsov 38,650                                                   |
| Conjuntos 3 con cinta + 2 con pelota (26.05) | España · Ana Arnau · Inés Bergua · Mireia Martínez · Patricia Pérez · Salma Solaun · 34,700                                                                                    | Israel Shani Bakanov Adar Friedmann Romi Paritzki Ofir Shaham Diana Svertsov 34,500 | Ucrania · Diana Bayeva · Alina Melnyk · Valeriya Peremeta · Kira Shyrykina · Mariya Vysochanska · 33,900                              |
| Conjuntos concurso completo (25.05)          | Bulgaria Sofiya Ivanova Magdalina Minevska Kameliya Petrova Rachel Stoyanov Margarita Vasileva 74,000                                                                          | Italia · Martina Centofanti · Agnese Duranti · Alessia Maurelli · Daniela Mogurean · Laura Paris · Alessia Russo · 71,200                                                                              | España · Ana Arnau · Inés Bergua · Mireia Martínez · Patricia Pérez · Salma Solaun · 71,200                                           |
| Concurso completo por equipos (25.05)        | Bulgaria Individual Stiliana Nikolova Boriana Kalein Elvira Krasnobaeva Conjunto Sofiya Ivanova Magdalina Minevska Kameliya Petrova Rachel Stoyanov Margarita Vasileva 343,150 | Italia · Individual · Sofia Raffaeli · Milena Baldassarri · Tara Dragas · Conjunto · Martina Centofanti · Agnese Duranti · Alessia Maurelli · Daniela Mogurean · Laura Paris · Alessia Russo · 338,550 | Israel Individual Daria Atamanov Daniela Munits Conjunto Shani Bakanov Adar Friedmann Romi Paritzki Ofir Shaham Diana Svertsov 334,50 |

## Medallero
| Núm. | País     | Oro | Plata | Bronce | Total |
| ---- | -------- | --- | ----- | ------ | ----- |
| 1    | Bulgaria | 4   | 1     | 2      | 7     |
| 2    | Italia   | 2   | 4     | 0      | 6     |
| 3    | Israel   | 1   | 1     | 3      | 5     |
| 4    | España   | 1   | 1     | 1      | 3     |
| 5    | Alemania | 1   | 0     | 1      | 2     |
| 6    | Hungría  | 0   | 1     | 0      | 1     |
| 6    | Polonia  | 0   | 1     | 0      | 1     |
| 8    | Ucrania  | 0   | 0     | 2      | 2     |
|      | TOTAL    | 9   | 9     | 9      | 27    |